# HD 115365
HD 115365，又名BD+20 2814，SAO 82751、HR 5010，是一颗恒星，视星等为6.45，位于銀經342.33，銀緯80.67，其B1900.0坐标为赤經13h 11m 41.1s，赤緯+20° 80.67′ 45″。